# Ardeotis
Ardeotis es un género de aves otidiformes de la familia Otididae, que incluye a cuatro especies que se distribuyen por África, el sur de Asia y Australia.

## Especies
Se reconocen cuatro especies:
- Avutarda árabe (Ardeotis arabs) (Linnaeus, 1758) - Sahel y península arábiga.
- Avutarda kori (Ardeotis kori) (Burchell, 1822) - África central y meridional.
- Avutarda india (Ardeotis nigriceps) (Vigors, 1831) - centro y noroeste de la India.
- Avutarda australiana (Ardeotis australis) (Gray JE, 1829) - Australia y sur de Nueva Guinea.